# Natural Product Research
Natural Product Research, abgekürzt Nat. Prod. Res., ist eine wissenschaftliche Fachzeitschrift, die vom Taylor & Francis-Verlag veröffentlicht wird. Die Zeitschrift wurde 1992 unter dem Namen Natural Product Letters gegründet und änderte den Namen 2003 in Natural Product Research. Sie erscheint mit 24 Ausgaben im Jahr. Es werden Artikel veröffentlicht, die sich mit der Naturstoffchemie beschäftigen. Der derzeitige Chefredakteur ist Armandodoriano Bianco, Universität La Sapienza.
Der Impact Factor lag nach eigener Angabe im Jahr 2016 bei 1,828. Nach der Statistik des Journal Citation Reports wird das Journal mit diesem Impact Factor in der Kategorie angewandte Chemie an 29. Stelle von 72 Zeitschriften und in der Kategorie medizinische Chemie an 44. Stelle von 60 Zeitschriften geführt.
Natural Product Research englisch für Naturproduktforschung (auch Naturproduktsuche) steht auch für einen wissenschaftlichen und pharmazeutischen Forschungsbereich. Dieser beschäftigt sich damit Naturstoffe aus Organismen für die biotechnologische oder pharmazeutische Anwendung zu identifizieren und isolieren.